# Australian Open-mesterskabet i damedouble 2016
Australian Open-mesterskabet i damedouble 2016 var den 90. turnering om Australian Open-mesterskabet i damedouble. Turneringen var en del af Australian Open 2016 og blev spillet i Melbourne Park i Melbourne, Victoria, Australien i perioden 20. - 29. januar 2016.
Mesterskabet blev vundet af det topseedede par Martina Hingis og Sania Mirza, som i finalen besejrede Andrea Hlaváčková og Lucie Hradecká med 7-6, 6-3. Det indisk-schweiziske par vandt dermed deres tredje grand slam-titel som par og det var også den tredje grand slam-titel i træk, idet de forinden også havde vundet damedoubletitlerne ved det to foregående grand slam-turneringer: Wimbledon-mesterskaberne og US Open i 2015. Sejren var Sania Mirzas sjette grand slam-titel i alt, idet hun tidligere havde vundet tre mixed double-titler ud over de overnnævnte to damedoubletitler. Martina Hingis vandt sin 21. grand slam-titel i karrieren, og det var femte gang at hun vandt Australian Open-mesterskabet i damedouble, idet hun tidligere havde vundet titlen i 1997 (sammen med Natasja Zvereva), 1998 (med Mirjana Lučić), samt i 1999 og 2002 (begge gange med Anna Kurnikova).
Bethanie Mattek-Sands og Lucie Šafářová var forsvarende mestre. Lucie Šafářová stillede ikke op ved mesterskabet på grund af en bakterieinfektion. Mattek-Sands forsvarede i stedet sin titel sammen med Sabine Lisicki, men den amerikansk-tyske konstellation tabte i anden runde til Anastasia og Arina Rodionova.

## Pengepræmier og ranglistepoint
Den samlede præmiesum til spillerne i damedouble androg A$ 2.859.000 (ekskl. per diem), hvilket var en stigning på 10,5 % i forhold til året før.
| Resultat                   | Pengepræmier | Pengepræmier | Ændring ift. 2015 | WTA-point |
| Resultat                   | Pr. par      | Total        | Ændring ift. 2015 | WTA-point |
| -------------------------- | ------------ | ------------ | ----------------- | --------- |
| Vinder (1 par)             | A$ 635.000   | A$ 635.000   | + 10,4 %          | 2.000     |
| Finalist (1 par)           | A$ 315.000   | A$ 315.000   | + 10,5 %          | 1.300     |
| Semifinalister (2 par)     | A$ 157.500   | A$ 315.000   | + 10,5 %          | 780       |
| Kvartfinalister (4 par)    | A$ 78.500    | A$ 314.000   | + 10,6 %          | 430       |
| Tabere i 3. runde (8 par)  | A$ 43.000    | A$ 344.000   | + 8,9 %           | 240       |
| Tabere i 2. runde (16 par) | A$ 25.500    | A$ 408.000   | + 10,9 %          | 130       |
| Tabere i 1. runde (32 par) | A$ 16.500    | A$ 528.000   | + 11,5 %          | 10        |
| Samlet præmiesum           |              | $ 2.859.000  | + 10,5 %          |           |

## Turnering

### Deltagere
Turneringen har deltagelse af 64 par, der er fordelt på:
- 57 direkte kvalificerede par i form af deres ranglisteplacering.
- 7 par, der har modtaget et wild card.

#### Seedede par
De 16 bedst placerede af deltagerne på WTA's verdensrangliste i double blev seedet:
| Seedning | Spillere                                 | Resultat     |
| -------- | ---------------------------------------- | ------------ |
| 1        | Martina Hingis Sania Mirza               | Vinder       |
| 2        | Chan Hao-Ching Chan Yung-Jan             | Kvartfinale  |
| 3        | Caroline Garcia Kristina Mladenovic      | Tredje runde |
| 4        | Tímea Babos Katarina Srebotnik           | Anden runde  |
| 5        | Anastasija Pavljutjenkova Jelena Vesnina | Tredje runde |
| 6        | Raquel Atawo Abigail Spears              | Anden runde  |
| 7        | Andrea Hlaváčková Lucie Hradecká         | Finale       |
| 8        | Lara Arruabarrena Andreja Klepač         | Første runde |

| Seedning | Spillere                                       | Resultat     |
| -------- | ---------------------------------------------- | ------------ |
| 9        | Irina-Camelia Begu Monica Niculescu            | Første runde |
| 10       | Anabel Medina Garrigues Arantxa Parra Santonja | Tredje runde |
| 11       | Jaroslava Sjvedova Samantha Stosur             | Anden runde  |
| 12       | Anna-Lena Grönefeld Coco Vandeweghe            | Kvartfinale  |
| 13       | Julia Görges Karolína Plíšková                 | Semifinale   |
| 14       | Kiki Bertens Johanna Larsson                   | Første runde |
| 15       | Xu Yifan Zheng Saisai                          | Semfinale    |
| 16       | Gabriela Dabrowski Alicja Rosolska             | Første runde |

#### Wild cards
Syv par modtog et wild card til turneringen.
| Spiller                          | Resultat     |
| -------------------------------- | ------------ |
| Kimberly Birrell Priscilla Hon   | Første runde |
| Jessica Moore Storm Sanders      | Anden runde  |
| Ellen Perez Belinda Woolcock     | Første runde |
| Tammi Patterson Olivia Rogowska  | Første runde |
| Shuko Aoyama Makoto Ninomiya     | Første runde |
| Alison Bai Naiktha Bains         | Første runde |
| Daniela Hantuchová Jarmila Wolfe | Meldte afbud |

### Resultater

#### Kvartfinaler, semifinaler og finale
| Martina Hingis |
| Sania Mirza    |

| Anna-Lena Grönefeld |
| Coco Vandeweghe     |

| Martina Hingis |
| Sania Mirza    |

| Julia Görges      |
| Karolína Plíšková |

| Julia Görges      |
| Karolína Plíšková |

| Vania King        |
| Alla Kudrjavtseva |

| Martina Hingis |
| Sania Mirza    |

| Anastasia Rodionova |
| Arina Rodionova     |

| Andrea Hlaváčková |
| Lucie Hradecká    |

| Xu Yifan     |
| Zheng Saisai |

| Xu Yifan     |
| Zheng Saisai |

| Andrea Hlaváčková |
| Lucie Hradecká    |

| Andrea Hlaváčková |
| Lucie Hradecká    |

| Chan Hao-Ching |
| Chan Yung-Jan  |

#### Første, anden og tredje runde
| Martina Hingis |
| Sania Mirza    |

| M. Duque Mariño |
| Teliana Pereira |

| Martina Hingis |
| Sania Mirza    |

| Kimberly Birrell |
| Priscilla Hon    |

| Ljudmyla Kitjenok |
| Nadiia Kitjenok   |

| Ljudmyla Kitjenok |
| Nadiia Kitjenok   |

| Martina Hingis |
| Sania Mirza    |

| Jessica Moore |
| Storm Sanders |

| Svetlana Kuznetsova |
| Roberta Vinci       |

| Ellen Perez      |
| Belinda Woolcock |

| Jessica Moore |
| Storm Sanders |

| Svetlana Kuznetsova |
| Roberta Vinci       |

| Svetlana Kuznetsova |
| Roberta Vinci       |

| Kiki Bertens    |
| Johanna Larsson |

| Anna-Lena Grönefeld |
| Coco Vandeweghe     |

| Annika Beck     |
| Carina Witthöft |

| Anna-Lena Grönefeld |
| Coco Vandeweghe     |

| Tammi Patterson |
| Olivia Rogowska |

| Belinda Bencic |
| M. Rybáriková  |

| Belinda Bencic |
| M. Rybáriková  |

| Anna-Lena Grönefeld |
| Coco Vandeweghe     |

| Mirjana Lučić-Baroni |
| Barbora Strýcová     |

| Mirjana Lučić-Baroni |
| Barbora Strýcová     |

| Mona Barthel    |
| Laura Siegemund |

| Mirjana Lučić-Baroni |
| Barbora Strýcová     |

| Sara Errani           |
| M.J. Martínez Sánchez |

| Raquel Atawo   |
| Abigail Spears |

| Raquel Atawo   |
| Abigail Spears |

| Caroline Garcia     |
| Kristina Mladenovic |

| María Irigoyen  |
| M.T. Torró Flor |

| Caroline Garcia     |
| Kristina Mladenovic |

| Maria Sanchez  |
| Stephanie Vogt |

| Maria Sanchez  |
| Stephanie Vogt |

| Darija Jurak    |
| Nicole Melichar |

| Caroline Garcia     |
| Kristina Mladenovic |

| Alison Van Uytvanck |
| Yanina Wickmayer    |

| Julia Görges      |
| Karolína Plíšková |

| Barbora Krejčíková |
| Wang Yafan         |

| Barbora Krejčíková |
| Wang Yafan         |

| Chuang Chia-Jung |
| Olga Govortsova  |

| Julia Görges      |
| Karolína Plíšková |

| Julia Görges      |
| Karolína Plíšková |

| Jaroslava Sjvedova |
| Samantha Stosur    |

| Alexandra Dulgheru    |
| Sílvia Soler Espinosa |

| Jaroslava Sjvedova |
| Samantha Stosur    |

| Vania King        |
| Alla Kudrjavtseva |

| Vania King        |
| Alla Kudrjavtseva |

| Chan Chin-Wei |
| Kurumi Nara   |

| Vania King        |
| Alla Kudrjavtseva |

| Ysaline Bonaventure |
| Raluca Olaru        |

| A. Pavljutjenkova |
| Jelena Vesnina    |

| Jelena Janković |
| Andrea Petkovic |

| Ysaline Bonaventure |
| Raluca Olaru        |

| Daria Gavrilova |
| Elina Svitolina |

| A. Pavljutjenkova |
| Jelena Vesnina    |

| A. Pavljutjenkova |
| Jelena Vesnina    |

| Lara Arruabarrena |
| Andreja Klepač    |

| Anastasia Rodionova |
| Arina Rodionova     |

| Anastasia Rodionova |
| Arina Rodionova     |

| Klaudia Jans-Ignacik |
| Paula Kania          |

| Sabine Lisicki  |
| B. Mattek-Sands |

| Sabine Lisicki  |
| B. Mattek-Sands |

| Anastasia Rodionova |
| Arina Rodionova     |

| Madison Keys     |
| Ajla Tomljanović |

| Dominika Cibulková |
| Kirsten Flipkens   |

| Janette Husárová |
| A.K. Schmiedlová |

| Madison Keys     |
| Ajla Tomljanović |

| Dominika Cibulková |
| Kirsten Flipkens   |

| Dominika Cibulková |
| Kirsten Flipkens   |

| Irina-Camelia Begu |
| Monica Niculescu   |

| Xu Yifan     |
| Zheng Saisai |

| Jeļena Ostapenko  |
| Julija Putintseva |

| Xu Yifan     |
| Zheng Saisai |

| Darija Kasatkina |
| Danka Kovinić    |

| Darija Kasatkina |
| Danka Kovinić    |

| Madison Brengle |
| Tatjana Maria   |

| Xu Yifan     |
| Zheng Saisai |

| Misaki Doi |
| Nao Hibino |

| Hsieh Su-Wei        |
| Oksana Kalasjnikova |

| Hsieh Su-Wei        |
| Oksana Kalasjnikova |

| Hsieh Su-Wei        |
| Oksana Kalasjnikova |

| Vera Dusjevina     |
| Kateřina Siniaková |

| Tímea Babos        |
| Katarina Srebotnik |

| Tímea Babos        |
| Katarina Srebotnik |

| Andrea Hlaváčková |
| Lucie Hradecká    |

| Shuko Aoyama    |
| Makoto Ninomiya |

| Andrea Hlaváčková |
| Lucie Hradecká    |

| Zarina Dijas |
| Zhang Kailin |

| Margarita Gasparjan |
| Aleksandra Panova   |

| Margarita Gasparjan |
| Aleksandra Panova   |

| Andrea Hlaváčková |
| Lucie Hradecká    |

| Irina Falconi     |
| Varvara Lepchenko |

| A. Medina Garrigues |
| A. Parra Santonja   |

| Alison Bai    |
| Naiktha Bains |

| Irina Falconi     |
| Varvara Lepchenko |

| Polona Hercog    |
| Christina McHale |

| A. Medina Garrigues |
| A. Parra Santonja   |

| A. Medina Garrigues |
| A. Parra Santonja   |

| Gabriela Dabrowski |
| Alicja Rosolska    |

| Johanna Konta  |
| Heather Watson |

| Johanna Konta  |
| Heather Watson |

| Jocelyn Rae |
| Anna Smith  |

| Jocelyn Rae |
| Anna Smith  |

| Liang Chen |
| Peng Shuai |

| Jocelyn Rae |
| Anna Smith  |

| Kateryna Bondarenko |
| Olga Savtjuk        |

| Chan Hao-Ching |
| Chan Yung-Jan  |

| Alizé Cornet  |
| Magda Linette |

| Kateryna Bondarenko |
| Olga Savtjuk        |

| Denia Allertová |
| Demi Schuurs    |

| Chan Hao-Ching |
| Chan Yung-Jan  |

| Chan Hao-Ching |
| Chan Yung-Jan  |